# Kažimir Ljubić
Don Josip Kažimir Ljubić (Makarska, 4. ožujka 1835. – 30. kolovoza 1897.) je bio hrvatski katolički svećenik, hrvatski preporoditelj, ekonomski pisac i političar. Podrijetlom je s Ogorja.

## Obrazovni rad
Bio je prvim ravnateljem muške građanske škole u Makarskoj, ustanovljene 5. veljače 1877. zaključkom Zemaljskog sabora u Zadru, a otvorene 1. listopada 1877. godine.

## Kulturni rad
1880-ih se stvorilo okružje za obnovu glagoljaštva. Papa Leon XIII. proglasio je svetkovinu sv. Ćirila i Metoda. Uslijedilo je veliko sveslavensko hodočašće u Rim gdje su najviše hodočastili Hrvati, pored drugih Slavena: Slovaka, Bugara, Čeha, Poljaka. Hrvate su vodili biskup Strossmayer, a s hrvatskog su juga bili don Frane Bulić i Ivan Danilo. Kad je splitsko-makarski biskup Marko Kalođera uveo glagoljsko Bogoslužje u svoju biskupiju, dvanaestorica su svećenika iz njegove biskupije zamijenila latinski jezik u Bogoslužju staroslavenskim. Prvi je bio poznati arheolog don Frane Bulić, a Katolička Dalmacija od 18. kolovoza 1881. zabilježila je nove glagoljaše, većinom iz Makarskog primorja: don Mijo Pavlinović iz Podgore, iz Igrana don Nikola Šimić književnik i Toma Morović, iz Makarske don Andrija Kurtić, don Ilija Ravlić i među njima don Kažimir Ljubić koji je bio ravnatelj građanske učione.
Pisao je kalendarsku periodiku. Jedan je od šestorice Makarana za koje se zna da su pisali godišnjake kalendare (don Kažimir Ljubić, don Emilio M. Vusio, prof. Jakša Ravlić, Ivo Donelli, dr. Ilija Despot, Otokar Lachman te fra Nikola Šimić), koji su u ono vrijeme služili i u obrazovne svrhe. Bio je urednik Narodnog koledara novog i starog za prostu 1871. godinu.
Sastavio je izvorni sustav hrvatske stenografije (brzopisa).
Uređivao je zadarski Narodni list, a svojom uređivačkom politkom nije bio po volji vlastima i iredentističkim protivnicima koji su presizali na hrvatske zemlje, zbog čega je bio osobito politički i osobno proganjan. Bio je među istaknutijim urednicima Narodnog lista koji su se isticali hrvatskim pisanjem: Natko Nodilo, Kažimir Ljubić, Lovro Matić, Ivo Gjunio, Josip Sormilić, Juraj Biankini.

## Politički rad
1860-ih je bio općinskim vijećnikom. Već onda se pokazao hrvatskim preporoditeljem koji ne čeka druge, nego ide prije većine. Nakon što su na izborima narodnici pobijedili autonomaše, u Makarskoj je napravio hrabri i sudbonosni korak, zamjerivši se talijanašima, postavivši se za hrvatsku stvar, protiv talijanskog jezika koji je protežirala austrijska vlast. Na sjednici obćinskog vića 24. listopada 1865. godine progovorio je hrvatskim jezikom, što je bio precedans, jer se je uredovalo na talijanskom jeziku. Tad se odredilo odlukom općinskog vijeća općine Makarske, pri čemu je velika Ljubićeva uloga, da se svi službeni spisi vode na hrvatskom jeziku te da se na hrvatskom obraća strankama, hrvatski je uveden u škole, a pučanima - demokratski, slobodno služiti se drugim jezikom. Tako je službeno progovorila hrvatski kao jedan od prvih gradova na hrvatskom jugu. Dan ove Ljubićeve akcije proglašen je 1993. za Dan Grada Makarske.
Poslije je bio zastupnik zastupnik vanjskih općina Makarske, Metkovića i Vrgorca kao član Narodne stranke u Dalmatinskom saboru nakon izbora 1870. godine.
U Narodnoj hrvatskoj stranici se članstvo vremenom sve više trvilo i sukobljavalo. Stvorile su se radikalna i oportunistička struja. Sve je puklo 1892. godine. Povod je bio negativni ishod glasovanja u Dalmatinskom saboru o novim čitankama za pučke škole. U tim je čitanka namjerno zatajeno hrvatsko ime. Narodna hrvatska stranka, iako većinska, nije donijela zaključak o osudi anacionalnih članaka i režimske odgojne politike, unatoč zahtjevima hrvatskih zastupnika. Zbog takve podložničke, sluganske i slabićke politike Narodne hrvatske stranke, tad su šestorica radikalnijih narodnjačkih zastupnika na čelu s Jurjem Biankinijem (Josip Virgil Perić, Josip Paštrović, Stjepan Buzolić i Mate Šarić), istupila iz saborskog Kluba Narodne hrvatske stranke. Utemeljile su svoj posebni Hrvatski klub, politički krug koji je bio blizak dalmatinskim pravaškim skupinama i Stranci prava u Banskoj Hrvatskoj.
Tim je činom nastala treća pravaška skupina na hrvatskom jugu. Krunska pokrajina Dalmacija dobila je tako treću pravašku skupinu, pored one vjersko-pravaške Ive Prodana i liberalno-pravaške Trumbića i Supila, nešto novijeg postanja. Hrvatski su klub vodili Juraj Biankini i Josip Kažimir Ljubić. Bili su u dobrim odnosima s dalmatinskim pravašima, no tek nakon dviju su godina prihvatili trijalističko-okviraški pravaški program te pristupili Stranci prava, čime su se konačno uklonile sve zaprjeke ujedinjenju svih triju dalmatinskih pravaških skupina u jednu jedinstvenu Stranku prava. Ujedinile su se na 22. kolovoza 1894. godine u Zadru. Osnivačkoj je konferenciji predsjedavao Josip Kažimir Ljubić, predsjednik Hrvatskog kluba. Program ove stranke simbolično je označio svršetak staroga izvornog pravaštva Ante Starčevića. Njime je prevagnuo novi pravaški smjer Josipa Franka i Frana Folnegovića. Novostvorenoj dalmatinskoj Stranci prava predsjednik je postao Josip Kažimir Ljubić, dopredsjednik Nikola Dapar, a tajnik dr. Josip Paštrović. Ujedinjenje pravaša u Dalmaciji nastupilo je dok su se pravaši u Banovini dijelili na domovinaše i frankovce.
Kao zastupnik je dospio i u Beču, u Carevinsko vijeće.
Te se 1894. godine zbog bolesti očiju Ljubić vratio u Makarsku. Zadnjih je godina života oslijepio, no to ga nije spriječilo duhovnički voditi stranku u Makarskoj koja je u ono vrijeme bila zahtjevnim okružjem. Ondje je izabran za predsjednika Pravaškog kluba. Vodio ga je do smrti 1897. godine. Izbori za Dalmatinski sabor 1895. bili su puni neregularnosti i prijevara u Ljubićevoj Makarskoj gdje su "i mrtvi glasovali", pa je Ljubić izgubio od konkurenta. 
Poslije Ljubićeve smrti, na čelo pravaša u Makarskoj došao je dr Ivan Vranjican.

## Radovi o njemu
Gradski muzej u Makarskoj 1997. je imao izložbu na temu Kažimira Ljubića. Iste je godine održan znanstveni skup na temu o Ljubiću, čija su izlaganja objavljena u zborniku, koji sadrži članke Stijepe Obada, Nevenke Bezić-Božanić, Marjana Diklića, Frane Glavine, don Slavka Kovačića, Šime Peričića i drugih.

## Djela
- (Nova) ručna knjiga za obćinske upravitelje uz pravilnik i izborni red obćinski: sbirka razsuda i odluka, zakona carevinskih i zemaljskih, naredaba i oglednica, 1878.[14]